# R-Klassifikation
Die R-Klassifikation ist eine Facettenklassifikation aus der Medizin und bezeichnet eine charakteristische Einteilung von malignen Tumoren (Krebserkrankungen).
Der Buchstabe „R“ steht als Abkürzung für „Residual“ (lat. residuus: zurückbleibend). Das Fehlen oder Vorhandensein von Residualtumor nach Therapie wird durch die R-Klassifikation beschrieben:
- RX 	Das Vorhandensein von Residualtumor kann nicht beurteilt werden
- R0 	Kein Residualtumor
- R1 	Mikroskopischer Residualtumor
- R2 	Makroskopischer Residualtumor
  - R2a 	Makroskopischer Residualtumor, mikroskopisch nicht bestätigt
  - R2b 	Makroskopischer Residualtumor, mikroskopisch bestätigt

Die R-Klassifikation hat zwei Facetten. Ursprünglich ist sie als prognostischer Faktor für das Gesamtüberleben nach Therapie konzipiert worden und als solche auch im TNM-System beschrieben. Hier ist jeglicher verbliebener Tumor nach Therapie zu berücksichtigen.
Wenn beispielsweise der Patient eine Lebermetastase hat, in der Operation aber zunächst ausschließlich der Primärtumor (mit Lymphknoten) komplett entfernt wurde, liegt nach dieser Definition trotz tumorfreier Schnittränder eine R2-Situation vor.
Da der ein OP-Präparat begutachtende Pathologe jedoch nur das beurteilen kann, was er sieht, wird er in diesem Fall trotzdem R0 als Ergebnis wählen. Unter dem Aspekt, dass dies einen prognostischen Faktor für das Wiederauftreten eines lokalen Rezidivs darstellt, ist das auch erforderlich.
Deshalb muss nach aktueller Empfehlung des TNM-Systems immer mit angegeben werden, worauf sich das „R“ bezieht, damit die Angabe in Auswertungen korrekt behandelt werden kann.
Eine R0-Angabe ist im Übrigen auch möglich, wenn nach systemischer und Strahlentherapie unter Einhaltung gewisser Regeln kein Tumor mehr zu erkennen ist, z. B. wenn bei einem ursprünglich lokal R1 resezierten Tumor nach Abschluss der Nachbestrahlung bei bioptischen und/oder bildgebenden Verfahren kein Anhalt mehr für Residuen besteht.